# Journal of Process Control
Journal of Process Control is een internationaal, aan collegiale toetsing onderworpen wetenschappelijk tijdschrift op het gebied van de regeltechniek en de chemische technologie. De naam wordt in literatuurverwijzingen meestal afgekort tot J. Process Contr. Het wordt uitgegeven door Elsevier en verschijnt 10 keer per jaar.